# Devil's Force
Devil's Force è il secondo album in studio del gruppo musicale Nifelheim, pubblicato nel 1998 dalla Necropolis Records.

## Tracce
1. "Deathstrike from Hell" – 3:48
2. "The Final Slaughter" – 4:45
3. "Desecration of the Dead" – 4:48
4. "Demonic Evil" – 3:16
5. "Satanic Mass" – 4:49
6. "Soldier of Satan" – 3:54
7. "Devil's Force" – 3:43
8. "Hellish Blasphemy" – 3:02

## Formazione
- Hellbutcher - voce
- Tyrant - basso, chitarra
- Demon - batteria, chitarra